# Big Grassy River 35G
Big Grassy River Indian Reserve 35G är ett reservat i Kanada.   Det ligger i provinsen Ontario, i den sydöstra delen av landet, 1 500 km väster om huvudstaden Ottawa.
I omgivningarna runt Big Grassy River Indian Reserve 35G växer i huvudsak blandskog. Trakten runt Big Grassy River Indian Reserve 35G är nära nog obefolkad, med mindre än två invånare per kvadratkilometer.